# Carmen Schäfer (Curlerin)
Carmen Schäfer (* 8. Januar 1981 in Davos) ist eine Schweizer Curlerin.

## Werdegang
Ihr erster grosser Erfolg war der Gewinn der Bronzemedaille bei der Curling-Weltmeisterschaft 2008 in Vernon im Team von Skip Mirjam Ott. Ebenfalls 2008 gewann sie die Goldmedaille der Curling-Europameisterschaft 2008.
Schäfer stand 2008 im Team des Curling-Continental-Cups. Bei der Curling-Europameisterschaft 2009 in Aberdeen gewann sie im Team von Mirjam Ott die Silbermedaille. Die Round Robin hatte das Team als Erster abgeschlossen. Das Page-Playoff-Spiel gegen Dänemark konnte man gewinnen, verlor aber den Final gegen Deutschland mit 5:7.
Bei den Olympischen Winterspielen 2010 in Vancouver stand sie mit ihrer Mannschaft im kleinen Final und spielte um die Bronzemedaille. Das Spiel um Platz 3 verlor sie gegen das chinesische Team um Skip Wang Bingyu mit 6:12. Bei der Weltmeisterschaft 2012 in Lethbridge gewann sie im Final gegen Schweden die Goldmedaille.
Bei den Olympischen Winterspielen 2014 in Sotschi stand sie mit ihrer Mannschaft erneut im kleinen Final, unterlag aber den Gegnerinnen aus Grossbritannien mit 5:6.
Schäfer ist mit dem Curler Toni Müller verheiratet.